# 茹沙班·布楠甘
茹沙班·布楠甘（1973年6月7日—），昵称Nus，泰国女演员。代表作有《爱恨情仇》、《穿越时空寻找爱》、《魔幻天使》、《火焰鸡蛋花》、《美人纤》、《米娅》等。丈夫为泰国政治家普提朋· 彭纳坎塔。

## 影视作品
- 《爱恨情仇》
- 《穿越时空寻找爱》
- 《魔幻天使》
- 《火焰鸡蛋花》
- 《美人纤》

## 荣誉

### 泰國
- —— 白象勋章 成员章（五等）
- 2011年  —— 泰皇冠勳章[1]